# Montargull (La Vansa Fornols)
Montargull es una entidad de población española del municipio de La Vansa Fornols, perteneciente a la provincia de Lérida, en la comunidad autónoma de Cataluña. En 2022, la entidad singular de población tenía empadronados dos habitantes y el núcleo de población, los mismos.

## Historia
A mediados del siglo XIX, la aldea tenía contabilizada una población de 18 habitantes. Aparece descrita en el decimoprimer volumen del Diccionario geográfico-estadístico-histórico de España y sus posesiones de Ultramar de Pascual Madoz de la siguiente manera:

MONTARGULL DE LA VANSA: ald. dependiente en lo civil y ecl. del pueblo de La Vansa (1/4 de hora), en la prov. de Lérida (20 leg.), part. jud. y dióc. de Seo de Urgel (4), aud. terr. de Barcelona (24) y c. g. de Cataluña: está sit. en la pendiente de la sierra de Montargull cerca de la ribera de la Vansa, dominada por los vientos del O. y con clima sano: tiene 5 casas: su térm. está enclavado dentro del de la matriz (V.): el terreno es de mala calidad, y tiene algunos prados artificiales, bañándole el riach. que lleva el nombre de la parr., de cuya agua se sirven los vec. para sus necesidades: para aquel punto hay un camino, y otro para Fornols en mal estado. La correspondencia se recibe por espreso de Seo de Urgel. prod.: trigo, patatas y algunas legumbres; cria de ganado lanar, cabrio, vacuno y de cerca; y mucha caza de perdices, liebres y conejos, asi como pesca de esquisitas truchas en el indicado riach. pobl.: 5 vec., 18 alm. contr. con el ayunt.
(Madoz, 1848, p. 525)